# Église de Lammi
L'église de Lammi (en finnois : Lammin kirkko) est une église luthérienne médiévale dédiée à Sainte-Catherine et située dans le quartier de Lammi à Hämeenlinna en Finlande,.

## Présentation
L'église d'origine est construite entre 1490 et 1510.
Jusqu'en 1918, l'intérieur de l’église est en bois.
Cette église garnie de bois est détruite par un incendie le 29 avril 1918 pendant la Guerre civile finlandaise. 
La chaire, la plupart des archives et le clocher sont détruits et il ne reste alors que les soubassements en pierres  grises.
La reconstruction de l'église et du clocher est conçue par Usko Nyström. 
Les peintures murales et de la toiture sont dues à Bruno Tuukkanen. 
Johan Friedl, professeur de sculpture de l'Ateneum, sculpte le crucifix de l'autel, les sculptures de la chaire, les chandeliers et le triptyque du retable.
L'autel, la chaire et les bancs sont fabriqués à Lammi.
Les nouvelles cloches viennent de l'église militaire de Papula à  Viipuri.
L'orgue à 28 jeux est livré en 1967 par la fabrique d'orgues de Kangasala.

## Galerie

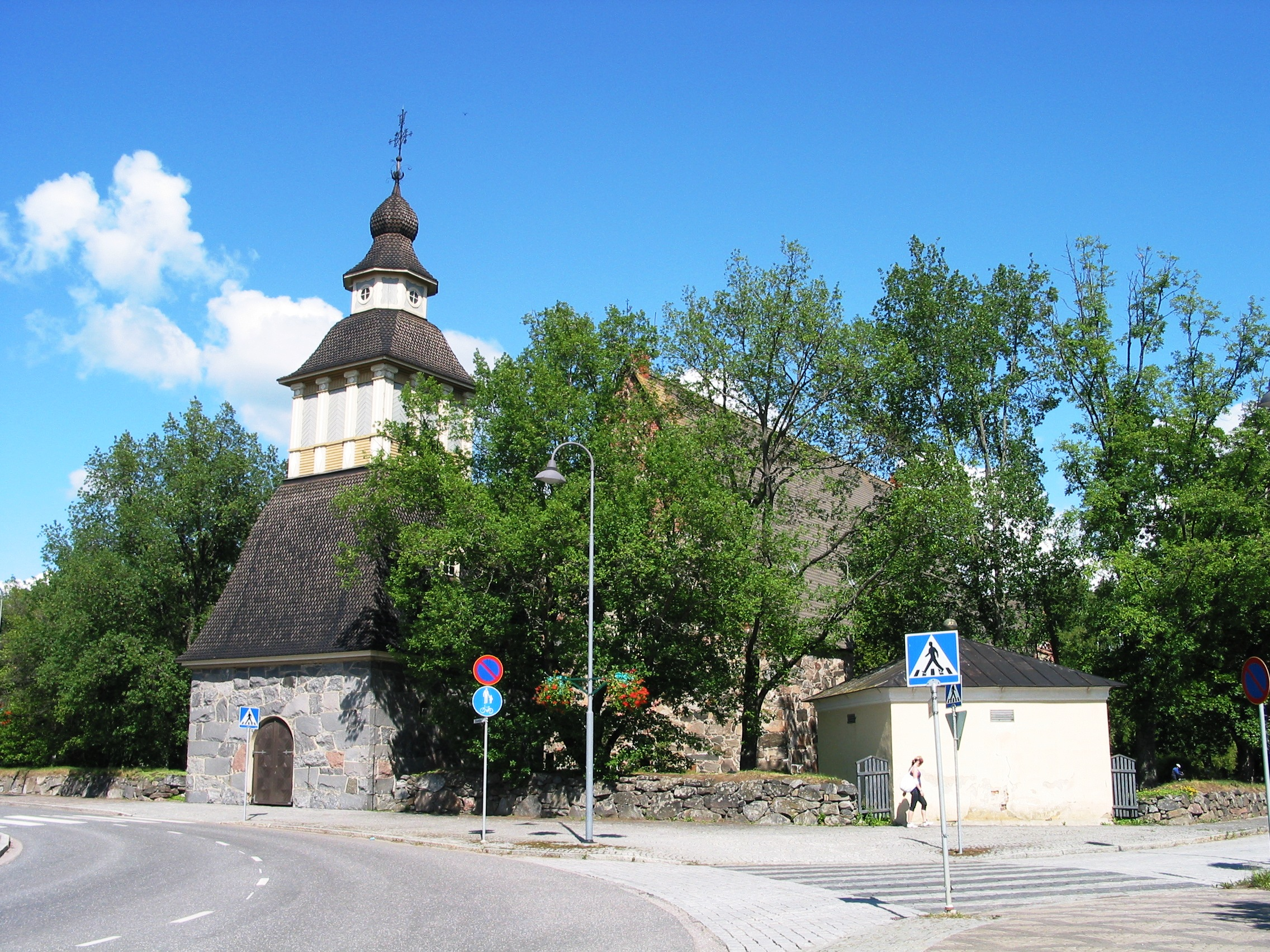
Le clocher.
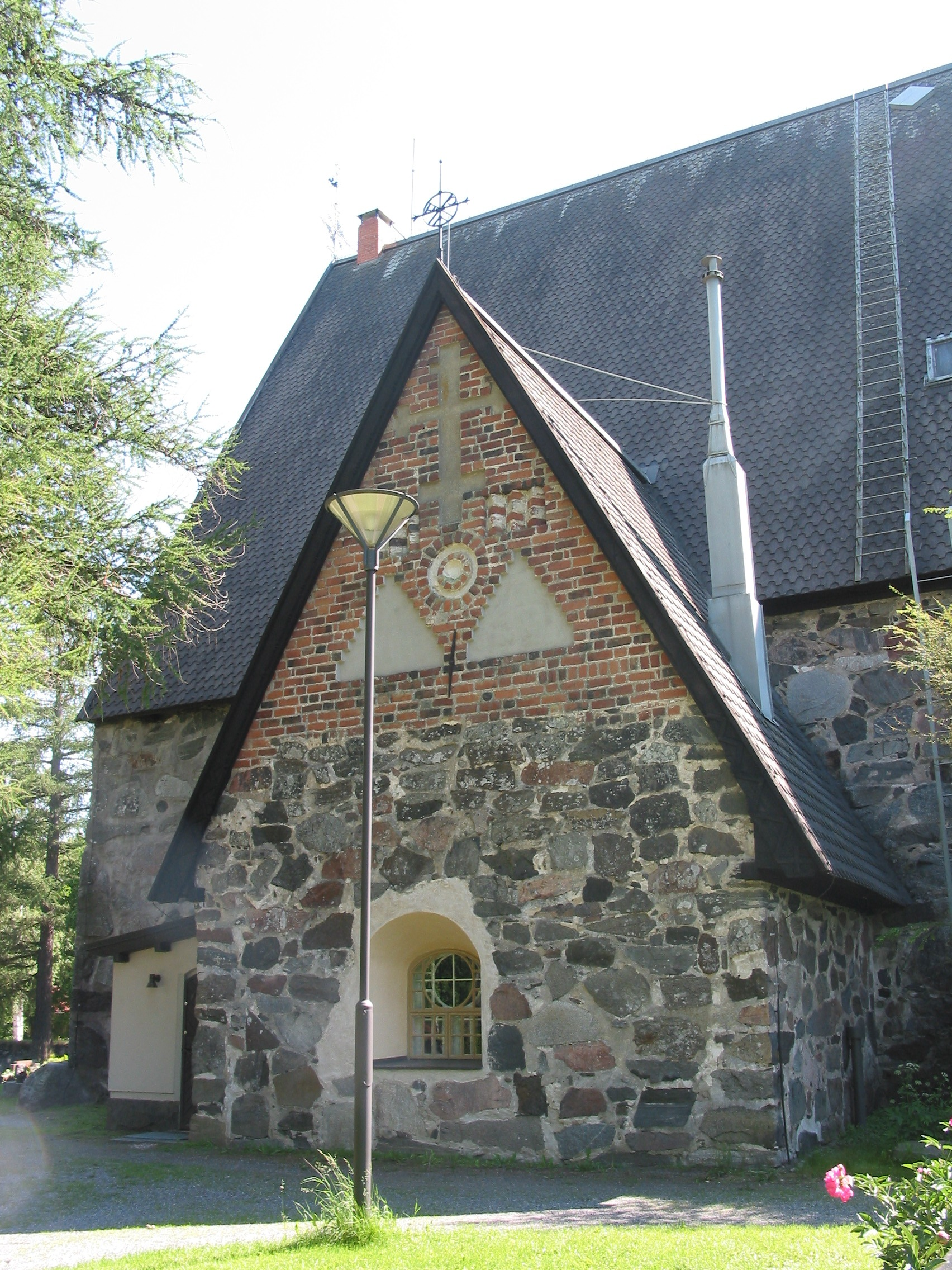
La sacristie.
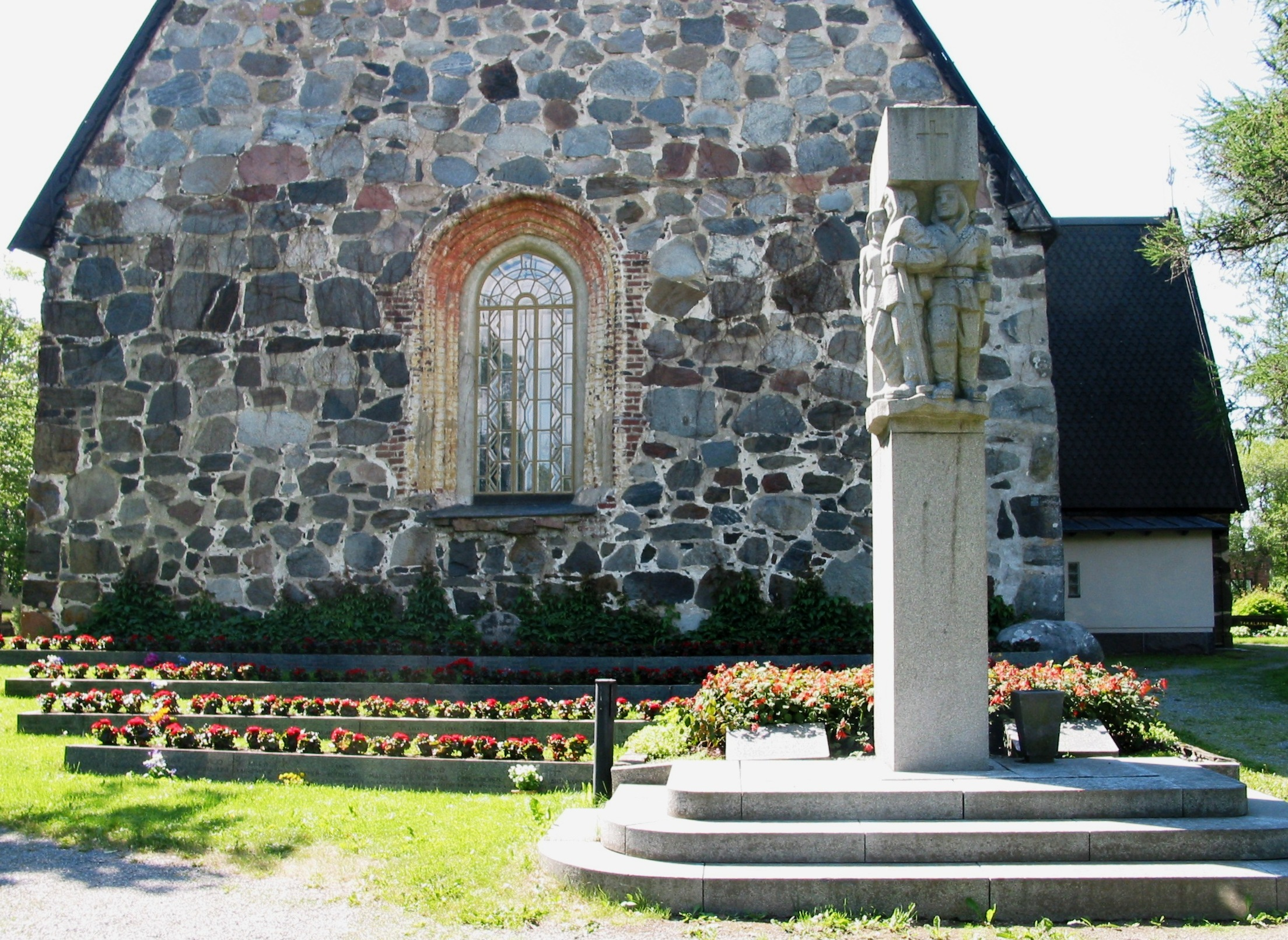
Tombes des héros de la guerre.
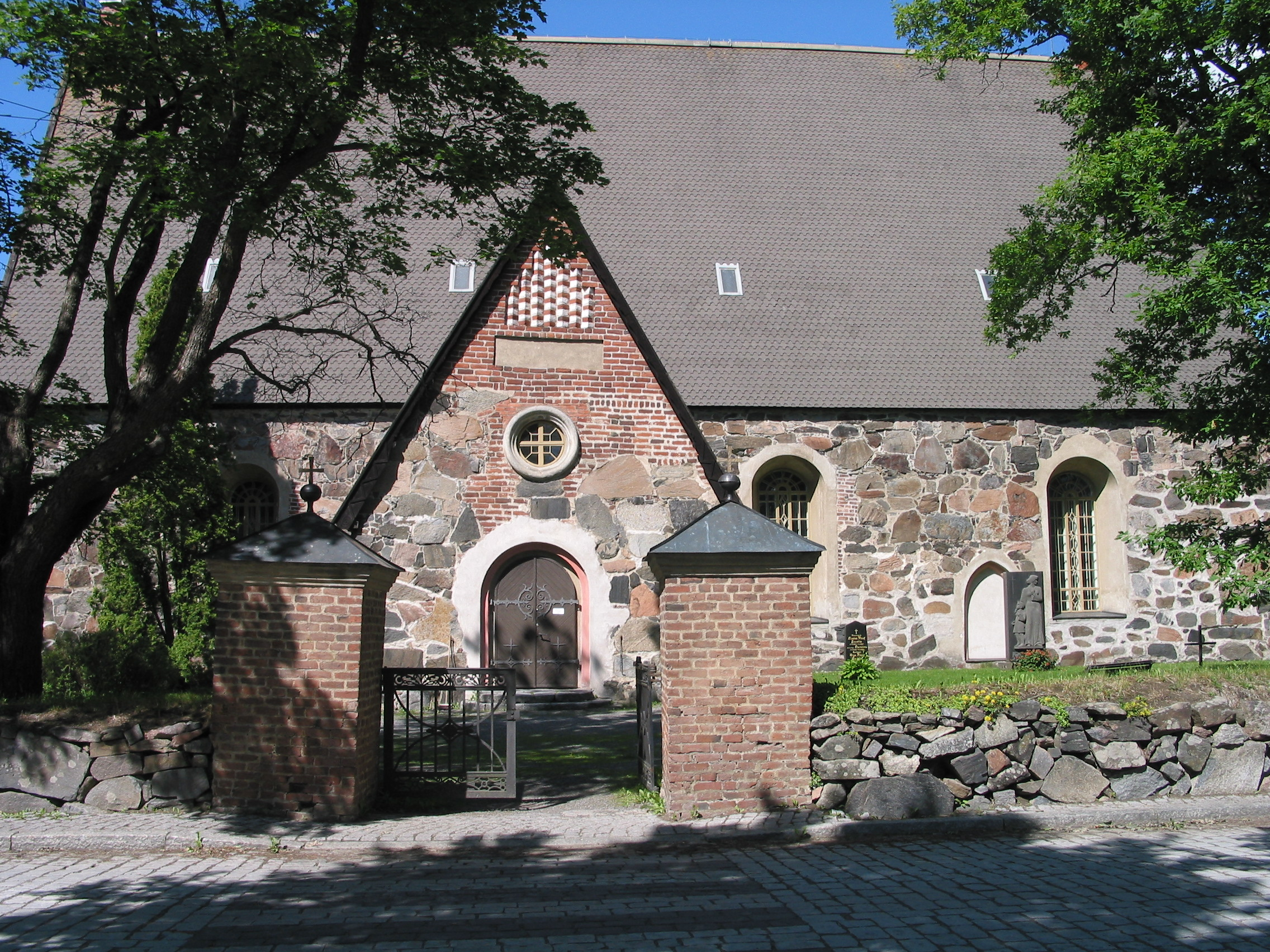
Le portail

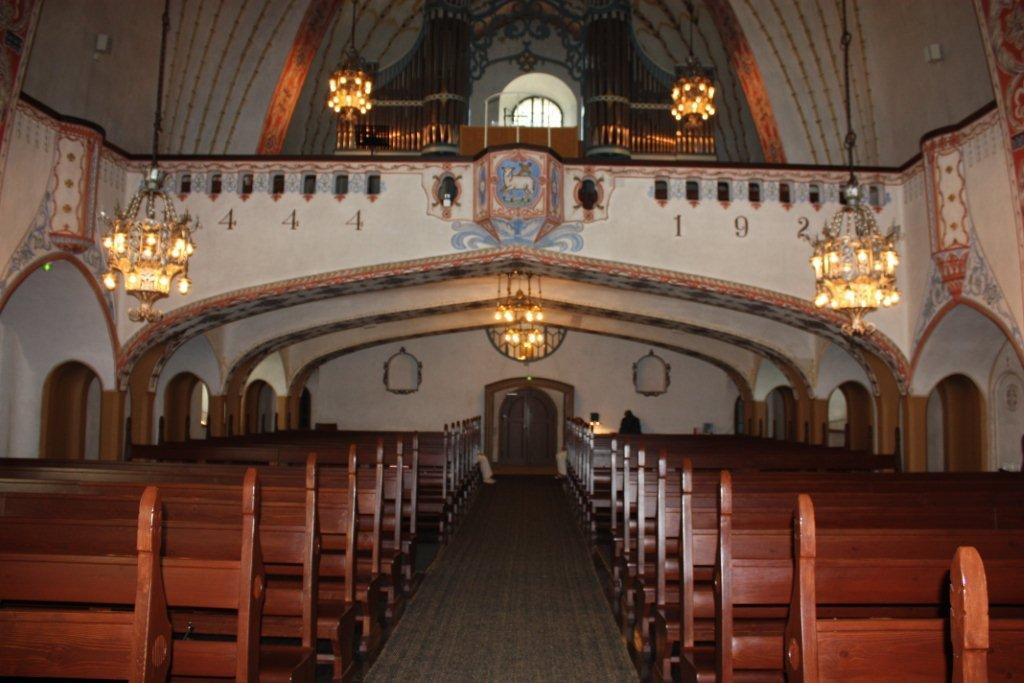
La nef vue de l'autel.
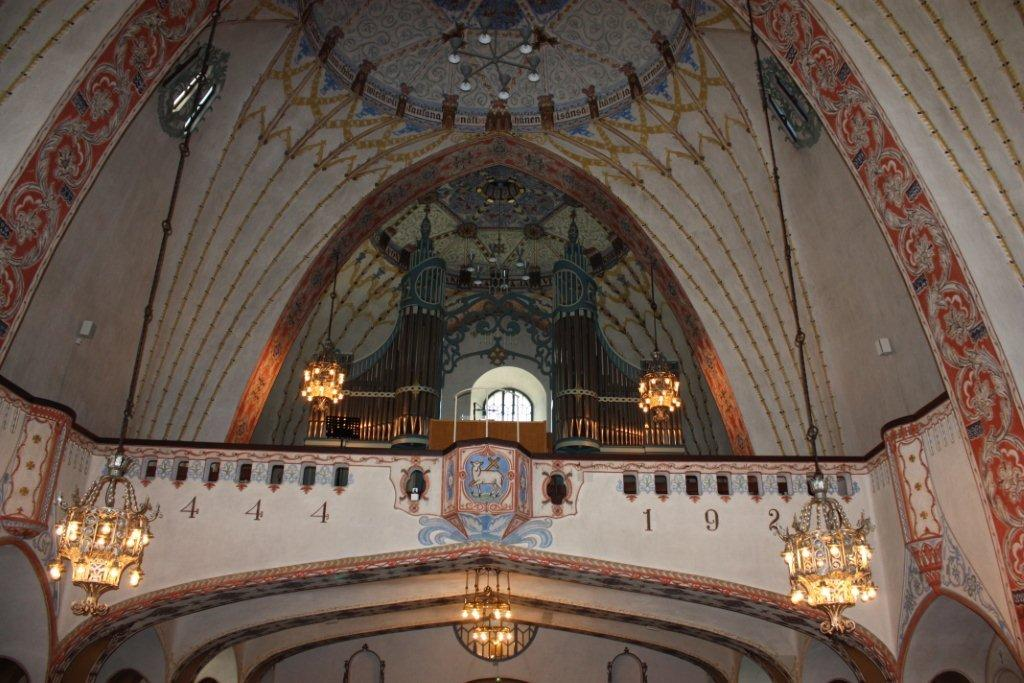
L'orgue.
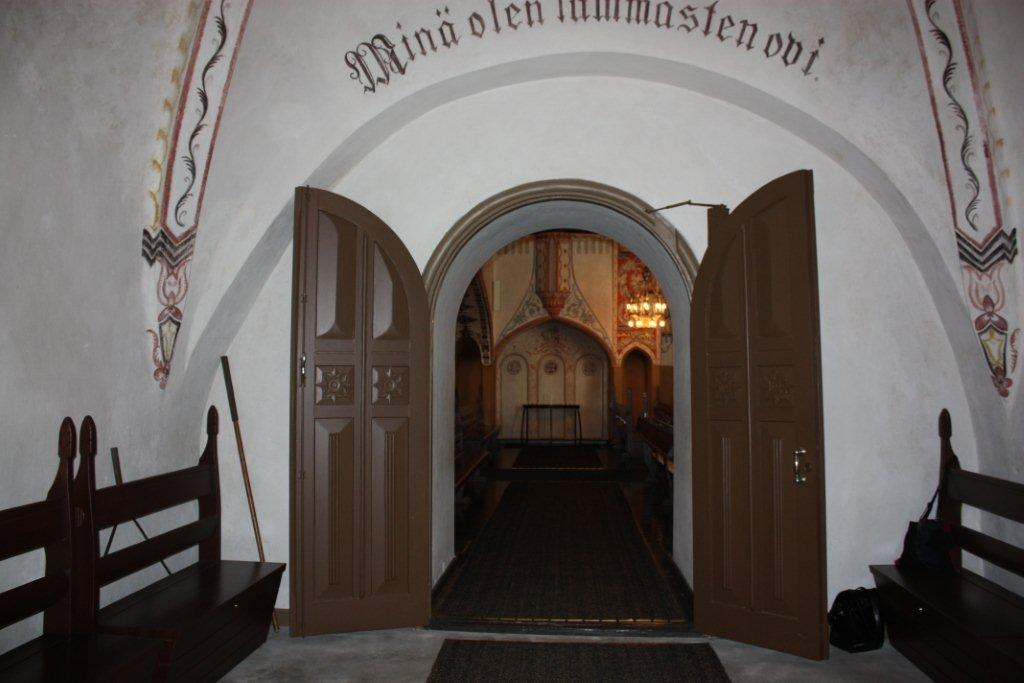
La salle d'armes.
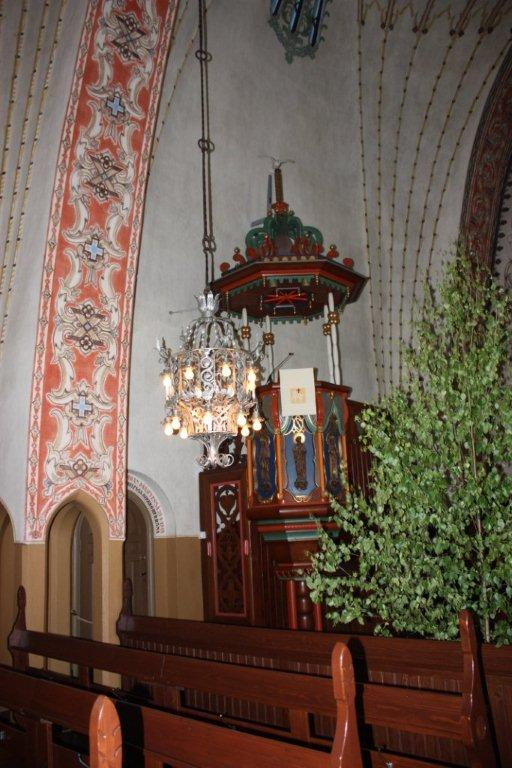
La chaire.